# 바리스타 (영화)
바리스타(Barista)는 미국에서 제작된 록 바이즈나우쓰 감독의 2015년 다큐멘터리 영화이다. 에덴-마리 아브라모비치 등이 주연으로 출연하였다.

## 출연

### 주연
- 에덴-마리 아브라모비치
- 찰스 바빈스키
- 찰리 헤비거
- 라이언 레든
- 트루먼 세번스